# Yelverton (Norfolk)
Yelverton – wieś w Anglii, w hrabstwie Norfolk, w dystrykcie South Norfolk. Leży 9 km na południowy wschód od miasta Norwich i 157 km na północny wschód od Londynu. W 2001 miejscowość liczyła 186 mieszkańców.